# Одинокий голос человека
«Одинокий голос человека» — художественный фильм, снятый режиссёром Александром Сокуровым по сценарию Юрия Арабова в 1978 году и вышедший на экраны в 1987 году. Фильм был снят на учебной студии ВГИКа и приговорён руководством института к уничтожению. Подмена плёнки и её тайный вынос оператором Юриздицким из фильмохранилища ВГИКа спасли фильм, который в итоге вышел на экраны только спустя десять лет после съёмок. Дебютная картина Александра Сокурова и Юрия Арабова.
Сценарий фильма создан по мотивам произведений Андрея Платонова «Река Потудань», «Сокровенный человек», «Происхождение мастера».

## Сюжет
Красноармеец Никита Фирсов из глубокой российской провинции после окончания Гражданской войны вернулся домой. Мучительно возвращаясь к жизни после ужасов войны, парень влюбляется в студентку-медика Любу. Приняв на себя заботу о ней, Никита старается сделать для Любы всё, что может. Нравственные, но очень одинокие люди проходят трудный путь по дороге любви. В фильме появляется сцена и из иного произведения Андрея Платонова, романа «Чевенгур», сцена смертельного эксперимента рыбака — отца мальчика Саши, в ходе которого рыбак свяжет свои ноги и утонет. Роль рыбака сыграл сам Сокуров: персонаж не появляется на экране, мы только слышим его голос.

## В ролях
- Андрей Градов — Никита, красноармеец
- Татьяна Горячева — Люба
- Владимир Дегтярев — отец Никиты
- Николай Кочегаров — служащий в ЗАГСе (дебют в кино)
- Сергей Шукайло — молодой монах
- Владимир Гладышев — рыбак
- Людмила Яковлева — мать Любы
- Иван Неганов — сторож на рынке
- Евгения Волкова — сторожиха
- Ирина Журавлёва — Женя, одногруппница Любы
- Дмитрий Иванович (голос за кадром Сокуров, Александр Николаевич)

## Съемочная группа
- Режиссёр: Александр Сокуров
- Сценарист: Юрий Арабов
- Оператор: Сергей Юриздицкий
- Художники: В. Лебедев, Луция Лочмеле
- Музыка из произведений Кшиштофа Пендерецкого, Отмара Нуссио, А. Бурдова, Г. Сомерса (дирижёр Рождественский, Геннадий Николаевич)
- Звукооператор: Ирина Журавлёва

## Награды
- Приз Ленинградских киноклубов на кинофестивале «Молодое кино Ленинграда» (1987)
- Гран-при «Бронзовый леопард» на 40-м МКФ в Локарно, Швейцария (1987)
- Диплом фильму на Фестивале фестивалей в Торонто и Онтарио, Канада (1988)